# 聚丙烯腈
聚丙烯腈（英文：Polyacrylonitrile，PAN）是由单体的丙烯腈经过自由基聚合反应而得到高分子材料。聚丙烯腈为白色粉末状，密度为1.14-1.15g/cm。常压下，220-300℃时会软化分解。纯聚丙烯腈性脆硬， 染色性很差。聚丙烯腈纤维引入第二单体、第三单体后，会改善染色性能。
聚丙烯腈首先在230摄氏度的空气中被热氧化形成氧化的聚丙烯腈纤维，然后在惰性气氛中在1000摄氏度以上被碳化，已在各种高科技和常见的日常应用中发现碳纤维，例如民用的和军用的飞机的一级和二级结构，导弹，固体推进剂火箭发动机，压力容器，钓鱼竿，网球拍，羽毛球拍和高科技自行车。 它是几种重要共聚物中的组分重复单元，例如苯乙烯-丙烯腈（SAN）和丙烯腈-丁二烯-苯乙烯（ABS）塑料。

## 物理特性
玻璃转化温度约为95℃，熔化温度为322℃。 聚丙烯腈可溶于极性溶剂，例如二甲基甲醯胺、二甲基乙酰胺、碳酸乙烯酯、碳酸丙烯酯、硫氰酸钠、氯化锌和硝酸。 溶解度参数：26.09 MPa1/2（25℃）为25.6至31.5 J1/2 cm-3/2。 介电常数：5.5（1 kHz，25°C），4.2（1 MHz，25°C）。

## 用途
聚丙烯腈的均聚物已被用作热气过滤系统，户外遮阳篷，游艇帆和纤维增强混凝土中的纤维。含有聚丙烯腈的共聚物通常用作纤维来制造袜子和毛衣等针织服装，以及帐篷和类似物品等户外产品。如果一件衣服的标签上写着“腈纶”，那么它就是由一些聚丙烯腈共聚物制成的。它于1942年在杜邦（DuPont）公司被制成纺丝纤维，并以腈纶（Orlon）的品牌进行销售。丙烯腈通常被用作与苯乙烯的共聚单体，例如丙烯腈，苯乙烯和丙烯酸酯塑料。用丙烯酸（参见腈纶）标记的衣物是指聚合物由至少85％的丙烯腈作为单体组成。典型的共聚单体是乙酸乙烯酯，其可以容易地溶液纺丝以获得足够软化以允许染料渗透的纤维。使用这些丙烯酸的优点是它们与天然纤维相比成本低，它们具有更好的耐日光性并且具有优异的抗虫蛀性。用含卤素的共聚单体改性的丙烯酸类被分类为改性聚丙烯腈，根据定义，其含有超过聚丙烯腈百分比在35-85％之间。掺入卤素基团增加了纤维的阻燃性，这使得改性聚丙烯腈适用于睡衣，帐篷和毯子。然而，这些产品的缺点是它们很昂贵并且在干燥后会收缩。
主要用于制造合成纤维，如腈纶。
它的高拉伸强度和拉伸模量是通过纤维上浆，涂层，生产工艺和聚丙烯腈的纤维化学来确定的。其机械性能在军用和商用飞机的复合结构中很重要 。

### 碳纤维
聚丙烯腈被用作90％碳纤维生产的前体。大约20-25％的波音和空中客车宽体机身是碳纤维。但是，应用受到聚丙烯腈的高价格约为15美元/磅的限制。